# Chi Mắm
Chi mắm, một số tài liệu được gọi là mắm (danh pháp khoa học: Avicennia) là một nhóm các loài cây rừng ngập mặn phân bố rộng khắp trên thế giới, trong các vùng bờ biển nằm trong khoảng giữa lúc thủy triều lên và xuống, về phía nam của Bắc chí tuyến. Một số tài liệu xếp các loài mắm vào trong họ của chính nó là Avicenniaceae. Trước đây, chi Avicennia còn được xếp nằm trong họ Verbenaceae, về sau được tách rời thành một họ riêng biệt. Họ Avicenniaceae là một họ độc chi, chỉ có chi Mắm (Avicennia) tức là họ mắm, chi mắm (Avicennia có nguồn từ tên gọi bằng tiếng La tinh của tên nhà khoa học người Ba Tư Avicenna (Abū ‘Alī al-Husayn ibn ‘Abd Allāh ibn Sīnā al-Balkhī). Gần đây, theo APG thì họ Avicenniaceae chỉ là một phân họ (Avicennioideae) trong họ Ô rô (Acanthaceae) do các nghiên cứu phát sinh loài ở mức phân tử cho thấy chi Mắm phát sinh ra từ họ Acanthaceae. Số lượng loài chưa rõ ràng vì có các biến thể rất nhiều của Avicennia marina, tuy nhiên nói chung người ta thường công nhận khoảng từ 8 đến 11 loài (có vài tài liệu nói tới con số 15), với Avicennia marina được phân chia tiếp thành một số phân loài.

## Sinh học và sinh thái
Tùy loài, cây mắm có thể đạt đường kính gốc và chiều cao khác nhau, có loài đạt đường kính gốc 60 cm và chiều cao 30 m. Cây mắm trước đây dùng làm ghe, thuyền, cất nhà và làm củi. Ngày nay mắm cũng cung cấp nguyên phẩm cho việc biến chế dược liệu và cung cấp sắc tố cho công nghiệp thuộc da.
Đặc điểm của cây mắm là có rễ đất và rễ phổi. Rễ phổi có nhiệm vụ hấp thụ dưỡng khí, là biện pháp sinh tồn khi nền đất ngập mặn. Rễ phổi cũng là "kiến trúc" của thiên nhiên thích ứng để bảo vệ đất bồi.
Vì thiếu cây giống để trồng bảo vệ ven biển và đất bồi, một số nước đã có lệnh cấm xuất khẩu gỗ và cây con các loại cây mắm, đước và vẹt. Nguồn lợi chính của mắm không nằm trong việc khai thác gỗ mà nằm ở lợi ích trong việc bảo vệ đất bồi và gây môi trường sống cho sinh vật ven biển. Diện tích đất bồi (riêng Cà Mau vài km²/năm) sẽ giảm đi nếu thiếu mắm để bảo vệ.

### Hoa
Mắm ở Việt Nam có hoa 4 cánh, lớn 8–10 mm, màu vàng tới vàng cam. 

### Quả
Trái mắm có độ lớn tùy loại từ 1,5 cm đến 3,5 cm, một số trái có hình tương tự như trái hạnh nhân, một số có trái hình trái tim hay hình trái xoài. Trái một hột, mọc mầm trước khi rụng (vivipare, cây sinh con) cũng như một số loại cây khác trong rừng ngập mặn.

## Các loài
- Avicennia alba: Mắm trắng
- Avicennia balanophora
- Avicennia bicolor: Mắm hai màu
- Avicennia eucalyptifolia: Mắm lá bạch đàn
- Avicennia germinans
- Avicennia integra
- Avicennia lanata
- Avicennia marina: Mắm ổi
- Avicennia officinalis: Mắm đen hay mắm lưỡi đòng
- Avicennia rumphiana
- Avicennia schaueriana

## Chi Mắm ở Việt Nam
Ở Việt Nam, có 3 loài cây mắm là: mắm trắng, mắm đen, mắm ổi. Mắm quăn được coi là một thứ của mắm trắng.

## Tên gọi
Ở đây cần lưu ý một số vấn đề:
Điểm thứ nhất
Không có ngôn ngữ thông dụng nào trên thế giới (Anh, Pháp, Đức, Tây Ban Nha) có tên gọi cây rừng ngập mặn chính xác tương tự như tiếng Việt, đặc biệt là để gọi họ và chi mắm, ngoại trừ từ ngữ chuyên môn La tinh. Anh, Đức, Tây Ban Nha gọi rừng ngập mặn cũng như gọi chung cây cỏ rừng ngập mặn là mangrove. Pháp phân biệt hơn khi dùng từ palétuvier để gọi riêng "cây" rừng ngập mặn, tuy nhiên từ palétuvier cũng để gọi ít nhất 120 loài cây. Tên gọi đôi khi nghịch nghĩa với nhau, như Đức gọi là Weisse mangrove (trắng), Anh gọi là Black mangrove (đen) để chỉ cùng một loài cây; hoặc cùng một loại cây mà ở Guyane thuộc Pháp gọi là Palétuvier blanc (trắng) căn cứ theo màu hoa và ở Pháp gọi là Palétuvier Noir (đen) căn cứ theo sắc tố.
Một thí dụ khác cho sự mâu thuẫn trong cách dùng từ đặt tên, như trường hợp mắm lưỡi đồng (Avicennia alba), tên đặt trong thời khai phá qua sự quan sát: cánh hoa màu đồng (hợp kim đồng-thiếc) có dạng giống lưỡi chim; trong chương trình sinh thái Cần Giờ có người dịch trực tiếp từ tiếng La tinh Avicennia alba ra "mắm trắng", từ đó được dịch tiếp ra tiếng Pháp trong vài bài của Le Courrier du Vietnam là palétuvier blanc. Do cách dịch từng chữ một mà xảy ra sự hiểu sai, một số nước nói tiếng Pháp sẽ hiểu palétuvier blanc là tên của ba loại cây khác nhau, mà trong cả ba loại không có loại mắm lưỡi đồng.
Đây là điểm mà quý vị độc giả hay dịch giả cần chú ý. Đối với dịch giả, sự am tường cách dùng chữ của văn bản gốc và cách dùng chữ của ngôn ngữ mình dịch ra rất cần thiết. Tốt nhất nên ghi thêm tên khoa học để khỏi lầm lẫn. Đối với độc giả, vấn đề còn khó khăn hơn nếu muốn hiểu đúng nghĩa. Khi có một bài nghiên cứu trong tay bằng tiếng thông dụng trên thế giới chẳng hạn, họ phải phân biệt đây là bản gốc của nước nào hay bản dịch và dịch từ tiếng nước nào, cho độc giả nước nào.
Điểm thứ hai
Trong truyện ngắn "Rừng Mắm" của Bình Nguyên Lộc, một tác phẩm đã được dịch ra nhiều thứ tiếng, tác giả đã dùng hư cảnh "mắm" để đề cao sự hy sinh của tổ tiên thời khai phá phương Nam, trong đó không có chi tiết nào đúng sự thật của cây mắm. Ngoài ra có hai bài chỉ trích "Rừng Mắm" của Lương Thư Trung, trong đó tác giả dường như không hiểu dụng ý của Bình Nguyên Lộc mà chỉ thấy có một điểm sai, và ông cũng tả cây mắm với vài điểm không đúng sự thật, thí dụ như trái mắm giống như trái điệp (trong thực tế, trái mắm chỉ có một hột, còn trái điệp là loại trái có nhiều hột). Độc giả của những tác phẩm này cần để ý điều đó.
Điểm thứ ba
Từ ngữ mắm được nhà thảo mộc Lê Quang Thưởng và giáo sư Nguyễn Thanh Liêm, cũng như một số khá nhiều văn liệu, viết là mấm, những người tìm tài liệu bằng tiếng Việt trực tuyến cần để ý.